# 아크릴 물감

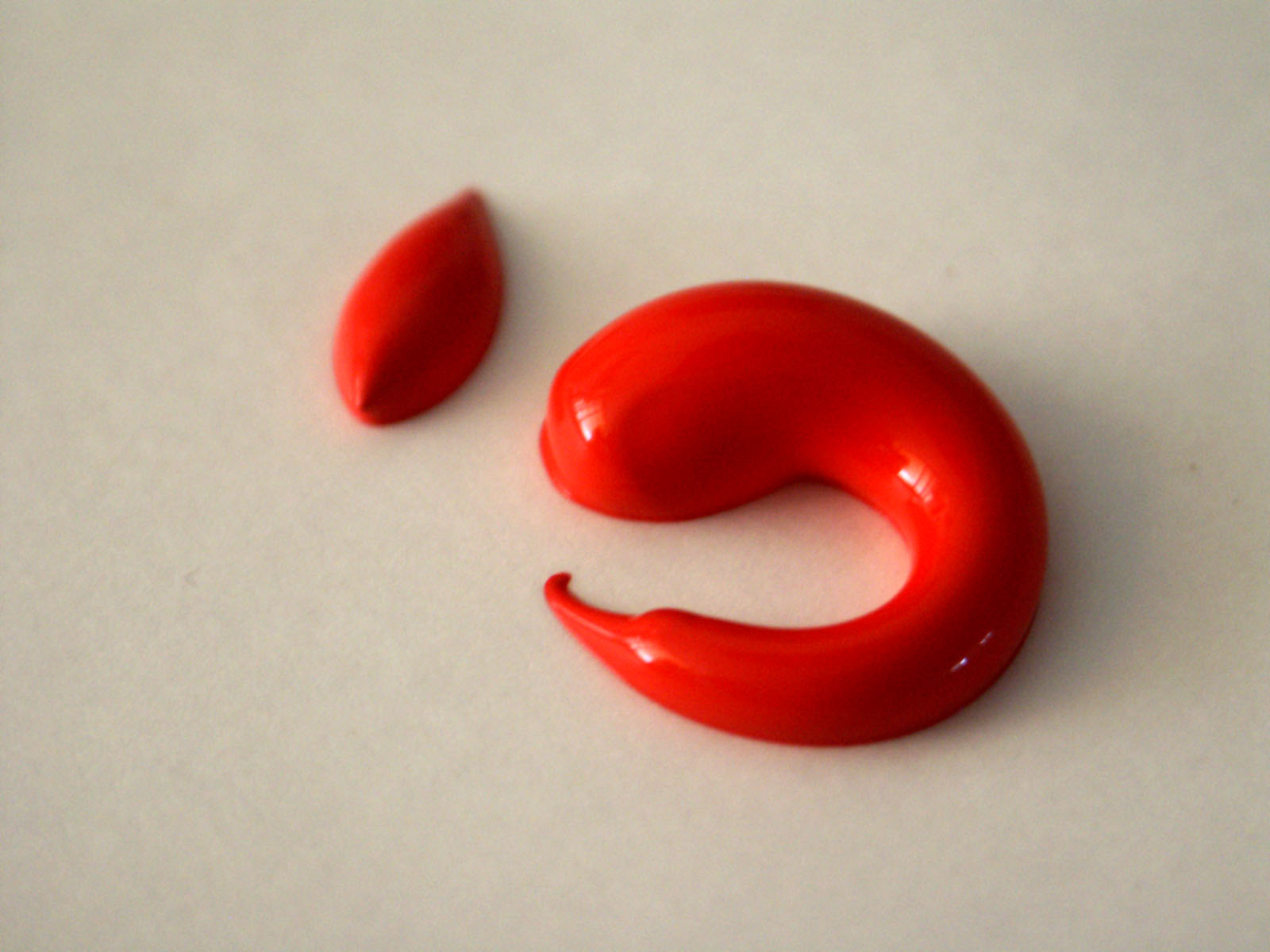
빨간 아크릴 물감

아크릴 물감(acrylic paint)은 아크릴 에스테르 수지를 재료로 만들어진 물감이다.
아크릴 물감은 건조가 빠르고 종이 뿐만 아니라 다양한 재료에 칠을 할 수 있다. 아크릴 물감은 물을 쓰지만 굳은 뒤에는 물에 녹지 않는 성질을 가지고 있다. 건조가 되면 수정하기가 어려워서 건조를 느리게 하는 리타더를 쓴다. 그리고 물감 자체가 굳으면 지움액을 사용하여 녹여내야 한다.가장 기본적이고  유명한 물감이 아크릴 물감이기도 하다.

## 보조기구
- 리타더(Retader)
- 리무버(Remover)

## 그림 표현법
- 임패스토 기법(impasto)
- 텍스처 기법(texture)
- 콜라주 기법(collage)
- 번지기 기법(wet in wet)
- 점묘법(stippling)
- 에어브러싱 기법(air brushing)